# Grimpa-soques fistonat
El grimpa-soques fistonat (Lepidocolaptes falcinellus) és una espècie d'ocell de la família dels furnàrids (Furnariidae) que habita les zones boscoses del sud-est del Brasil, est del Paraguai i nord-est de l'Argentina.